# (1467) Mashona
(1467) Mashona ist ein Asteroid des Hauptgürtels, der am 30. Juli 1938 vom südafrikanischen Astronomen Cyril V. Jackson in Johannesburg entdeckt wurde. 
Der Name des Asteroiden ist von der in Simbabwe (damals Rhodesien) lebenden Bevölkerungsgruppe der Shona abgeleitet.